# 富裕駅
富裕駅（ふゆうえき）とは、中華人民共和国黒竜江省チチハル市富裕県に位置する斉北線と富西線の駅である。

## 歴史
- 1930年：開業。当時の駅名は「寧年駅」
- 2016年7月9日：チチハル駅 - 富裕駅間の複線化が完成[1]。

## 隣の駅
中華人民共和国鉄道部
斉北線
哈川駅 - 富裕駅 - 樹林駅
富西線
富裕駅 - 小楡樹駅